# Pasieki (Miasteczko Śląskie)
Pasieki (niem. Passiecken) − obszar leśny z pozostałościami dawnej kopalni w Bibieli, położony w północno-wschodniej części miasta Miasteczko Śląskie, na zachód od Mieczyska.
Do 1924 oddzielna jednostka administracyjna (obszar dworski) należąca do powiatu bytomskiego na Górnym Śląsku, a po jego podziale w 1873 roku do − powiatu tarnogórskiego. Zarówno w 1885 jak i 1910 roku Pasieki były niezaludnionym obszarem leśnym.
Po podziale powiatu tarnogórskiego w 1922 roku granicą państwową, Pasieki znalazły się w Polsce. 1 października 1924 zniesiono obszar dworski Pasieki, włączając go do gminy (jednostkowej) Żyglin.
Po wojnie włączone do gminy (zbiorowej) Miasteczko Śląskie. W latach 1954−1972 w gromadzie Żyglin. 1 stycznia 1973 w granicach miasta Miasteczko Śląskie, a 1975−1994 w granicach Tarnowskich Gór. Od 30 grudnia 1994 ponownie w granicach Miasteczka Śląskiego.
Na terenie Pasiek znajduje się zatopiona kopalnia rudy żelaza i kruszcu „Pasieki” (też: „Bibiela”, niem. Grube Bibiella), po której pozostał zespół śródleśnych stawów zwanych Pasiekami, częściowo objętych ochroną jako zespół przyrodniczo-krajobrazowy. Również okoliczne lasy nadal zwane są przez okolicznych mieszkańców Pasiekami.